# Internazionali di Tennis d'Abruzzo
Gli Internazionali di Tennis d'Abruzzo sono un torneo professionistico di tennis che si giocanp sulla terra rossa, facente parte dell'ATP Challenger Tour. Si giocano annualmente al Circolo Tennis Francavilla al Mare "Sporting Club" di Francavilla in Italia. La prima edizione è stata giocata dal 24 al 30 aprile 2017. L'edizione 2023 del torneo si è disputata dal 7 al 14 maggio.

## Albo d'oro

### Singolare
| Anno       | Campione             | Finalista            | Punteggio        |
| ---------- | -------------------- | -------------------- | ---------------- |
| 2025       | Francesco Maestrelli | Valentin Vacherot    | 6–4, 6–4         |
| 2024       | Titouan Droguet      | Jacopo Berrettini    | 6–3, 7–6(4)      |
| 2023       | Alejandro Tabilo     | Benoît Paire         | 6–1, 7–5         |
| 2022       | Matteo Arnaldi       | Francesco Maestrelli | 6–3, 6(7)–7, 6–4 |
| 2021- 2020 | Non disputato        | Non disputato        | Non disputato    |
| 2019       | Stefano Travaglia    | Oscar Otte           | 6–3, 6(3)–7, 6–3 |
| 2018       | Gianluigi Quinzi     | Casper Ruud          | 6–4, 6–1         |
| 2017       | Pedro Sousa          | Alessandro Giannessi | 6–3, 7–6(3)      |

### Doppio
| Anno       | Campioni                         | Finalisti                            | Punteggio           |
| ---------- | -------------------------------- | ------------------------------------ | ------------------- |
| 2025       | Luis David Martínez Facundo Mena | Théo Arribagé Grégoire Jacq          | 7–5, 2–6, [10–6]    |
| 2024       | Théo Arribagé Victor Vlad Cornea | Sander Arends Matwé Middelkoop       | 7–6(1), 7–6(7)      |
| 2023       | Nicolás Barrientos Ariel Behar   | Sander Arends Petros Tsitsipas       | 7–6(1), 3–6, [10–6] |
| 2022       | Dan Added Hernán Casanova        | Davide Pozzi Augusto Virgili         | 6–3, 7–5            |
| 2021- 2020 | Non disputato                    | Non disputato                        | Non disputato       |
| 2019       | Denys Molčanov Igor Zelenay (2)  | Guillermo Durán David Vega Hernández | 6–3, 6–2            |
| 2018       | Julian Ocleppo Andrea Vavassori  | Ariel Behar Máximo González          | 7–6(5), 7–6(3)      |
| 2017       | Julian Knowle Igor Zelenay (1)   | Rameez Junaid Kevin Krawietz         | 2–6, 6–2, [10–7]    |